# Giải đua ô tô Công thức 1 Hoa Kỳ
Giải đua ô tô Công thức 1 Hoa Kỳ là một chặng đua Công thức 1 diễn ra hàng năm kể từ năm 1959 tại trường đua Sebring International ở bang Florida của Hoa Kỳ. Kể từ năm 2012 cho đến nay, giải đua ô tô Công thức 1 Hoa Kỳ được tổ chức tại trường đua Americas, bang Texas, Hoa Kỳ.

## Lịch sử
GP Hoa Kỳ được tổ chức từ khá sớm (1908), ban đầu nó là một giải đua độc lập, từ năm 1959 giải đua này được sáp nhập và trở thành một chặng đua của giải đua xe Công thức 1. Có nhiều trường đua từng tổ chức chặng đua này và hiện tại chặng đua đang được tổ chức ở trường đua Americas. Tính đến năm 2021, Lewis Hamilton là tay đua giành được nhiều chiến thắng nhất (6 lần). Hamilton cũng đang là tay đua duy nhất chiến thắng chặng đua GP Hoa Kỳ ở 2 trường đua khác nhau.
Từ năm 2000 đến 2007, chặng đua được tổ chức ở trường đua Indianapolis. Michael Schumacher là người chiến thắng nhiều nhất ở giai đoạn này với 5 chiến thắng, trong đó có chiến thắng năm 2005 khi mà chỉ có 6 tay đua thi đấu. Chiến thắng năm 2007 thuộc về Lewis Hamilton, đây là chiến thắng đầu tiên của Hamilton ở Mỹ.
Từ năm 2012, chặng đua được tổ chức trở lại ở trường đua Americas. Người chiến thắng chặng vẫn là Lewis Hamilton. Sau đó, Hamilton giành được thêm 4 chiến thắng liên tiếp từ năm 2014 đến 2017, đáng nhớ nhất là chiến thắng năm 2015 chính là lần thứ ba tay đua người Anh lên ngôi vô địch.
Năm 2018, Kimi Raikkonen giành chiến thắng, đây là chiến thắng F1 cuối cùng của Raikkonen.
Năm 2019, Valtteri Bottas giành chiến thắng, trong khi Lewis Hamilton chính thức lên ngôi vô địch lần thứ sáu.
Năm 2020, chặng đua bị hủy do đại dịch COVID-19.
Năm 2021, tay đua giành pole và chiến thắng là Max Verstappen.

## Các trường đua từng tổ chức trước đây

Sebring (1959)
Riverside (1960)
Watkins Glen (1961–1970)
Watkins Glen (1971–1974)
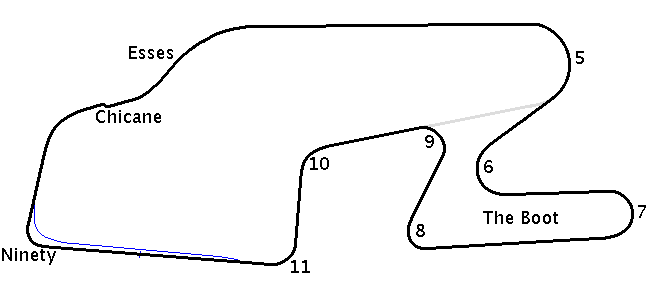
Watkins Glen (with Esses chicane) (1975–1980)
Phoenix (1989–1990)
Phoenix (1991)
Indianapolis Motor Speedway (2000–2007)

## Kết quả theo năm

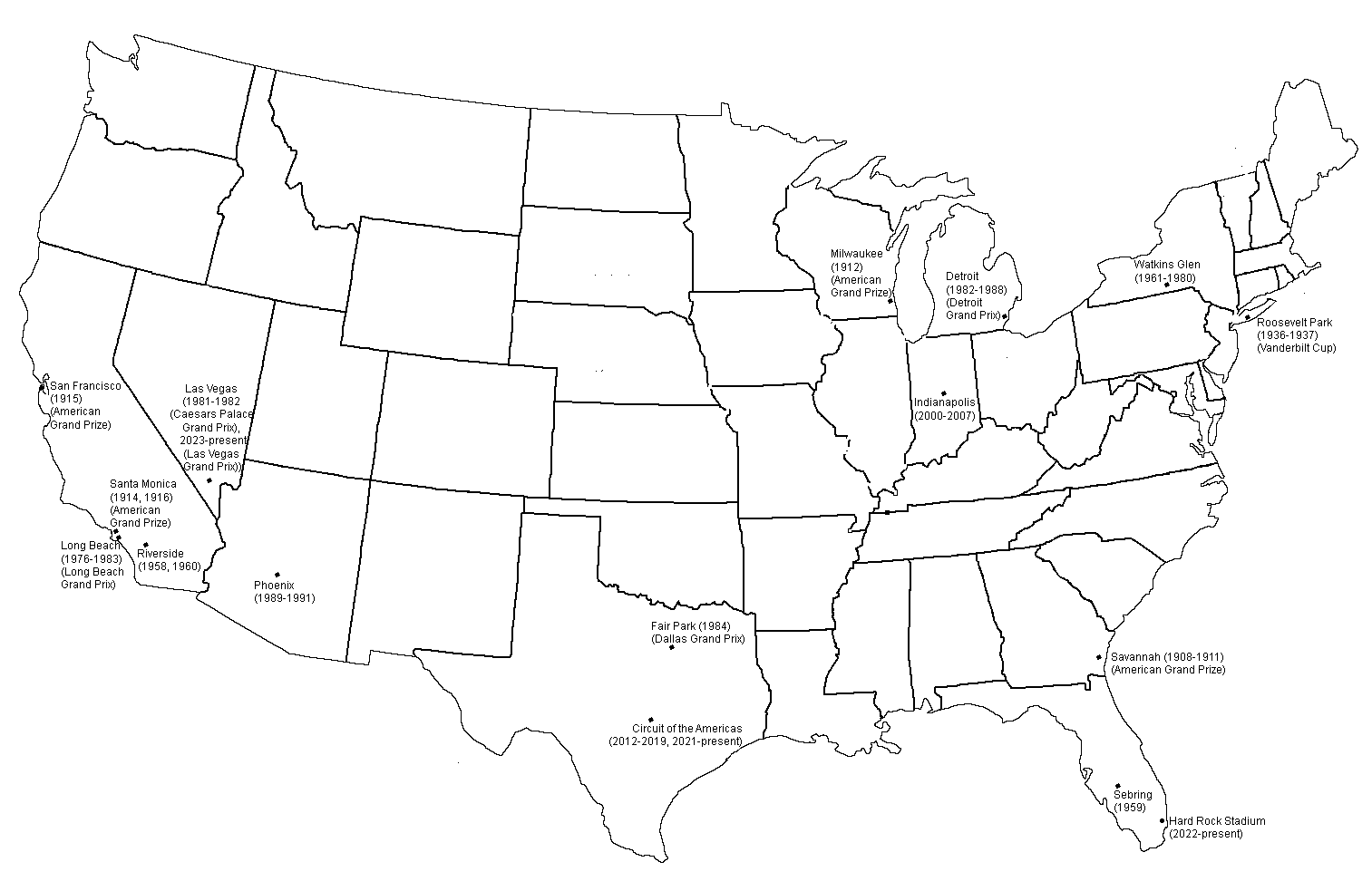
Bản đồ các địa điểm (trường đua) từng tổ chức Giải đua ô tô Công thức 1 Hoa Kỳ.

| Năm         | Tay đua                    | Đội đua                    | Địa điểm      | Chi tiết      |
| ----------- | -------------------------- | -------------------------- | ------------- | ------------- |
| 1908        | Louis Wagner               | Fiat                       | Savannah      | Chi tiết      |
| 1909        | Không tổ chức              | Không tổ chức              | Không tổ chức | Không tổ chức |
| 1910        | David Bruce-Brown          | Benz                       | Savannah      | Chi tiết      |
| 1911        | David Bruce-Brown          | Fiat                       | Savannah      | Chi tiết      |
| 1912        | Caleb Bragg                | Fiat                       | Milwaukee     | Chi tiết      |
| 1913        | Không tổ chức              | Không tổ chức              | Không tổ chức | Không tổ chức |
| 1914        | Eddie Pullen               | Mercer                     | Santa Monica  | Chi tiết      |
| 1915        | Dario Resta                | Peugeot                    | San Francisco | Chi tiết      |
| 1916        | Howdy Wilcox Johnny Aitken | Peugeot                    | Santa Monica  | Chi tiết      |
| 1917 – 1957 | Không tổ chức              | Không tổ chức              | Không tổ chức | Không tổ chức |
| 1958        | Chuck Daigh                | Scarab-Chevrolet           | Riverside     | Chi tiết      |
| 1959        | Bruce McLaren              | Cooper-Climax              | Sebring       | Chi tiết      |
| 1960        | Stirling Moss              | Lotus-Climax               | Riverside     | Chi tiết      |
| 1961        | Innes Ireland              | Lotus-Climax               | Watkins Glen  | Chi tiết      |
| 1962        | Jim Clark                  | Lotus-Climax               | Watkins Glen  | Chi tiết      |
| 1963        | Graham Hill                | BRM                        | Watkins Glen  | Chi tiết      |
| 1964        | Graham Hill                | BRM                        | Watkins Glen  | Chi tiết      |
| 1965        | Graham Hill                | BRM                        | Watkins Glen  | Chi tiết      |
| 1966        | Jim Clark                  | Lotus-BRM                  | Watkins Glen  | Chi tiết      |
| 1967        | Jim Clark                  | Lotus-Ford                 | Watkins Glen  | Chi tiết      |
| 1968        | Jackie Stewart             | Matra-Ford                 | Watkins Glen  | Chi tiết      |
| 1969        | Jochen Rindt               | Lotus-Ford                 | Watkins Glen  | Chi tiết      |
| 1970        | Emerson Fittipaldi         | Lotus-Ford                 | Watkins Glen  | Chi tiết      |
| 1971        | François Cevert            | Tyrrell-Ford               | Watkins Glen  | Chi tiết      |
| 1972        | Jackie Stewart             | Tyrrell-Ford               | Watkins Glen  | Chi tiết      |
| 1973        | Ronnie Peterson            | Lotus-Ford                 | Watkins Glen  | Chi tiết      |
| 1974        | Carlos Reutemann           | Brabham-Ford               | Watkins Glen  | Chi tiết      |
| 1975        | Niki Lauda                 | Ferrari                    | Watkins Glen  | Chi tiết      |
| 1976        | James Hunt                 | McLaren-Ford               | Watkins Glen  | Chi tiết      |
| 1977        | James Hunt                 | McLaren-Ford               | Watkins Glen  | Chi tiết      |
| 1978        | Carlos Reutemann           | Ferrari                    | Watkins Glen  | Chi tiết      |
| 1979        | Gilles Villeneuve          | Ferrari                    | Watkins Glen  | Chi tiết      |
| 1980        | Alan Jones                 | Williams-Ford              | Watkins Glen  | Chi tiết      |
| 1981 – 1988 | Không tổ chức              | Không tổ chức              | Không tổ chức | Không tổ chức |
| 1989        | Alain Prost                | McLaren-Honda              | Phoenix       | Chi tiết      |
| 1990        | Ayrton Senna               | McLaren-Honda              | Phoenix       | Chi tiết      |
| 1991        | Ayrton Senna               | McLaren-Honda              | Phoenix       | Chi tiết      |
| 1992 – 1999 | Không tổ chức              | Không tổ chức              | Không tổ chức | Không tổ chức |
| 2000        | Michael Schumacher         | Ferrari                    | Indianapolis  | Chi tiết      |
| 2001        | Mika Häkkinen              | McLaren-Mercedes           | Indianapolis  | Chi tiết      |
| 2002        | Rubens Barrichello         | Ferrari                    | Indianapolis  | Chi tiết      |
| 2003        | Michael Schumacher         | Ferrari                    | Indianapolis  | Chi tiết      |
| 2004        | Michael Schumacher         | Ferrari                    | Indianapolis  | Chi tiết      |
| 2005        | Michael Schumacher         | Ferrari                    | Indianapolis  | Chi tiết      |
| 2006        | Michael Schumacher         | Ferrari                    | Indianapolis  | Chi tiết      |
| 2007        | Lewis Hamilton             | McLaren-Mercedes           | Indianapolis  | Chi tiết      |
| 2008 – 2011 | Không tổ chức              | Không tổ chức              | Không tổ chức | Không tổ chức |
| 2012        | Lewis Hamilton             | McLaren-Mercedes           | Austin        | Chi tiết      |
| 2013        | Sebastian Vettel           | Red Bull Racing-Renault    | Austin        | Chi tiết      |
| 2014        | Lewis Hamilton             | Mercedes                   | Austin        | Chi tiết      |
| 2015        | Lewis Hamilton             | Mercedes                   | Austin        | Chi tiết      |
| 2016        | Lewis Hamilton             | Mercedes                   | Austin        | Chi tiết      |
| 2017        | Lewis Hamilton             | Mercedes                   | Austin        | Chi tiết      |
| 2018        | Kimi Räikkönen             | Ferrari                    | Austin        | Chi tiết      |
| 2019        | Valtteri Bottas            | Mercedes                   | Austin        | Chi tiết      |
| 2020        | Không tổ chức              | Không tổ chức              | Không tổ chức | Không tổ chức |
| 2021        | Max Verstappen             | Red Bull Racing-Honda      | Austin        | Chi tiết      |
| 2022        | Max Verstappen             | Red Bull Racing-RBPT       | Austin        | Chi tiết      |
| 2023        | Max Verstappen             | Red Bull Racing-Honda RBPT | Austin        | Chi tiết      |
| 2024        | Charles Leclerc            | Ferrari                    | Austin        | Chi tiết      |